# آویزه
آویزه (به ایتالیایی: Avise) یک کومونه در ایتالیا است که در واله دائوستا واقع شده‌است.

## خصوصیات
آویزه ۵۲ کیلومترمربع مساحت و ۳۱۶ نفر جمعیت دارد و ۷۷۵ متر بالاتر از سطح دریا واقع شده‌است.